# Heterometrus kanarensis
Heterometrus kanarensis ist ein indischer Skorpion der Familie Scorpionidae.

## Beschreibung
Heterometrus kanarensis ist ein 120 bis 150 Millimeter langer Skorpion mit rötlich-brauner bis schwarzer Grundfarbe. Nur die Chelae und das Telson sind heller, bisweilen aber ebenfalls schwarz. Die Chelae sind mit dichten langen Setae bedeckt und lappenförmig, mit einem Verhältnis von Länge zu Breite von 2,1 bis 2,35 zu 1. Ihre Oberseite ist relativ glatt mit nur wenigen Granulen, die keine Kiele bilden. Die Chelae männlicher Tiere sind langgestreckter als die der weiblichen, die übrigen Glieder der Pedipalpen zeigen keinen Sexualdimorphismus. Der Carapax hat in der Mitte eine glatte und glänzende Oberfläche, an den Rändern befinden sich gelegentlich Granulen. Die Kämme des Kammorgans haben bei männlichen Skorpionen 13 bis 14 und bei weiblichen 10 bis 13 Zähne. Das Telson ist dicht behaart und langgestreckt, mit einer Giftblase die kürzer als der Giftstachel ist.

## Verbreitung und Lebensraum
Als Terra typica von Heterometrus kanarensis wurde in der Erstbeschreibung Kanara angegeben. Diese Region umfasst die heutigen Distrikte Dakshina Kannada, Udupi und Uttara Kannada im südindischen Bundesstaat Karnataka (14° 53′ 0″ N, 74° 35′ 0″ O). Die Region liegt zwischen der Konkanküste im Westen und den Westghats im Osten.
Verschiedene Autoren nannten in der Vergangenheit Maharashtra als Verbreitungsgebiet, teilweise unter falscher Berufung auf die Erstbeschreibung. Wahrscheinlich wurden sie durch die ursprüngliche Beschriftung der Typexemplare in die Irre geleitet, die heutigen Grenzen des Staates Maharashtra stimmen nicht mit jenen der gleichnamigen Region im 19. Jahrhundert überein. Darüber hinaus gab Kovařík auf der Grundlage der Untersuchung eines juvenilen Sammlungsexemplars als weiteren Fundort Goa an. Seit den 1990er Jahren konnten in verschiedenen an den Westghats liegenden Distrikten des Bundesstaates Kerala Exemplare gefunden werden.

## Systematik

### Erstbeschreibung
Die Erstbeschreibung erfolgte durch Reginald Innes Pocock im Jahr 1900 als Unterart von Heterometrus scaber. Zur Unterscheidung von der Nominatform gab Pocock lediglich die spärlichere Granulierung der Oberflächen des Carapax und anderer Körperteile an.

### Typmaterial
Pocock stützte seine Erstbeschreibung auf ein adultes männliches und zwei adulte weibliche Exemplare vom Typenfundort, die von dem britisch-indischen Forstbeamten und Entomologen Thomas R. D. Bell um 1897 gesammelt worden waren. Die Typexemplare wurden erst 1981 von Couzijn als ein männlicher Lectotyp und zwei weibliche Paralectotypen bestimmt. Die drei Typexemplare befinden sich in der Sammlung des Natural History Museum in London.

### Etymologie
Der Artname ist von dem Eigennamen der Region Kanara abgeleitet, in der sich der Typenfundort befindet.

### Synonyme und Falschschreibungen (chronologisch)
- Palamnaeus scaber kanarensis Pocock, 1900: der Name wurde von Pocock in seiner Erstbeschreibung vergeben, die Gattung Palamnaeus war jedoch bereits 1879 von Ferdinand Karsch zum Synonym von Heterometrus erklärt worden.[2][9]
- Heterometrus (Chersonesometrus) phipsoni kanarensis Couzijn, 1981: H. W. C. Couzijn beschrieb 1981 die Untergattung Chersonesometrus, in die er auch Heterometrus kanarensis als Unterart von Heterometrus phipsoni stellte.[7]
- Heterometrus (Chersonesometrus) kanaraensis Tikader & Bastawade, 1983: die indischen Arachnologen B. K. Tikader und D. B. Bastawade verliehen Heterometrus kanarensis in ihrer 1983 erschienenen Monografie über die Skorpione Indiens Artstatus. Dabei behielten sie die von Couzijn beschriebenen Untergattungen bei. Die Untergattung Chersonesometrus und alle anderen von Couzijn beschriebenen Untergattungen von Heterometrus wurden 2004 von František Kovařík in seiner Revision der Gattung Heterometrus aufgehoben.[10][11]
- Artepitheton kanaraensis: Pocock veröffentlichte 1900 seine Erstbeschreibung mit dem Artepitheton kanarensis. Kanaraensis wäre korrekt gewesen, dennoch sind die nachfolgenden Autoren an Pococks ursprüngliche Schreibweise gebunden. In der Literatur wird die nicht den Regeln der zoologischen Nomenklatur entsprechende Schreibung kanaraensis immer wieder verwendet, so auch 1983 von Tikader und Bastawade und 1998 in einer Monografie František Kovaříks. Obwohl der Arachnologe Victor Fet bereits im Jahr 2000 auf die fehlerhafte Schreibweise hingewiesen hatte, verwendete Kovaříks sie in seiner Revision von 2004 erneut.[1][2][4]